# Serra do Ponto

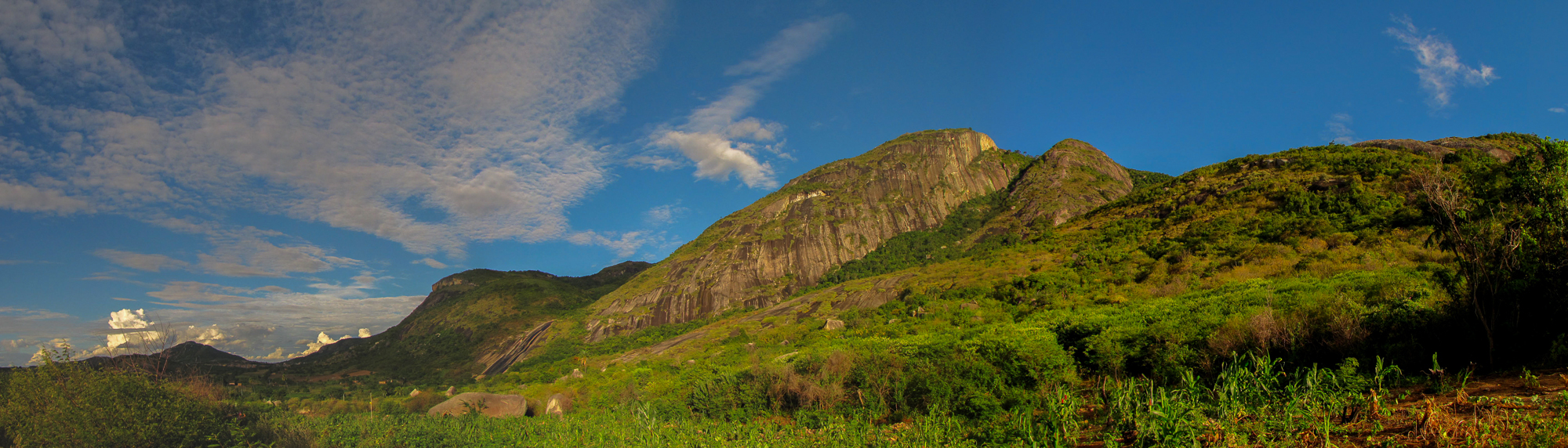
Vista panorâmica da Serra do Ponto

A serra do Ponto é um planalto com altitude de quase 1200 metros, em seu ponto mais alto. Fica Localizada no município de Brejo da Madre de Deus, sobe o Planalto da Borborema, que tem uma altitude média de 900m de altitude entre os municípios de Brejo da Madre de Deus e Belo Jardim, que detém uma das poucas reservas de mata atlântica do interior de Pernambuco, ao longo de uma vasta área de brejos de altitude.
O platô é coberto por vegetação de bromélias. Nele se encontram as ruínas da Torre de Pedra, uma construção de pedras superpostas, sem uso de argamassa. A estrutura foi erguida pelo arquiteto francês Louis Léger Vauthier. Sua base é um quadrado, com cada lado voltado para um dos quatro pontos cardeais. Sua paisagem já foi cenário de diversos filmes como Auto da Compadecida (1ª versão), A Noite do Espantalho, Riacho de Sangue, As três marias, Terra sem Deus e A Vingança dos Doze.
Seu cume é o pico da Boa Vista. Com 1195 metros de altitude, é o ponto mais alto de Pernambuco.